# MiR-33a
miR-33 — сімейство попередників мікроРНК, які ініціюються специфічним ферментом Dicer з утворенням зрілих мікроРНК. [1] miR-33 був виявлений всього у декількох видів тварин, включаючи людину. У деяких видів є єдиний представник цього сімейства, який дає зрілий продукт mir-33. У людей є два представника цього сімейства, звані mir-33a і mir-33b, які розташовані в 22 хромосомі.
Ідентифікатор.
miR-33a, альтернативні символи miR33.
Функції.
miR-33a грає роль в метаболізмі ліпідів, а саме, пригнічує ряд АВС-транспортерів, включаючи АВСА1 і АВСG1, які відповідно в свою чергу регулюють утворення холестерину і ЛПВЩ [3] [5] Ще одна роль miR-33a в дегідратації жирних кислот і чутливості макрофагів до фракції ЛПНЩ [2] Висловлено припущення, що miR-33a і miR-33b впливають на регуляцію генів, які беруть участь у метаболізмі жирних кислот і інсуліну. Можливі ділянки зв'язування miR-33, були ідентифіковані в ДНК пухлинного супрессора p-53. Крім того, дослідження показало, що miR-33a, здатне пригнічувати експресію p-53 і індукований p-53 апоптоз. Вважається, що ця функція пов'язана з оновленням генопоетіческіх стовбурових клітин.
Додатки.
miR-33a має сенс використовувати для діагностики або лікування станів, пов'язаних з метаболічними порушеннями, системними захворюваннями, серцево-судинними захворюваннями. [3] [8]
Посилання.
1. Амброс, V (2001). "мікроРНК: крихітні регулятори з великим потенціалом". Клітинка. 107 (7): 823–826. doi: 10.1016 / S0092-8674 (01) 00616-X. PMID 11779458. S2CID 14574186.
2. Najafi-Shoushtari, SH (червень 2011). "МікроРНК при кардіометаболічній хворобі". Поточні звіти про атеросклероз. 13 (3): 202–7. doi: 10.1007 / s11883-011-0179-y. PMID 21461683. S2CID 22595987.
3. Фернандес-Ернандо, С; Суарес, Y; Rayner, KJ; Мур, штат Джорджія (квітень 2011 р.). "МікроРНК в ліпідному обміні". Сучасна думка в галузі ліпідології. 22 (2): 86–92. doi: 10.1097 / MOL.0b013e3283428d9d. PMC 3096067. PMID 21178770.
4. Мур, КДж; Rayner, KJ; Суарес, Y; Фернандес-Ернандо, C (грудень 2010). "мікроРНК та метаболізм холестерину". Тенденції ендокринології та метаболізму. 21 (12): 699–706. doi: 10.1016 / j.tem.2010.08.008. PMC 2991595. PMID 20880716.
5.Dávalos A, Goedeke L, Smibert P, et al. (Травень 2011 р.). "miR-33a / b сприяють регуляції обміну жирних кислот та передачі сигналів про інсулін". Proc. Natl. Акад. Наук. США 108 (22): 9232–7. Біб-код: 2011PNAS..108.9232D. doi: 10.1073 / pnas.1102281108. PMC 3107310. PMID 21576456.
6.Геррера-Мерчан, А; Серрато, С; Луенго, Джорджія; Домінгес, О; Піріс, Массачусетс; Серрано, М; Gonzalez, S (15 серпня 2010 р.). "опосередковане miR-33 регулювання рівня р53 контролює самовідновлення стовбурових клітин кровотворення". Клітинний цикл. 9 (16): 3277–85. doi: 10.4161 / cc.9.16.12598. PMID 20703086.
7.Фастер, Дж. Андрес, V (1 вересня 2010 р.). "Роль miR-33 у регуляції р53: нові перспективи для дослідження гемопоетичних стовбурових клітин". Клітинний цикл. 9 (17): 3397–8. doi: 10.4161 / cc.9.17.13070. PMID 20861665.
8.Наджафі-Шуштарі, Ш.Ш .; Кристо, Ж; Li, Y; Шиода, Т; Коен, DE; Герстен, Р.Є .; Näär, AM (18 червня 2010 р.). "МікроРНК-33 і гени-господарі SREBP співпрацюють для контролю гомеостазу холестерину". Наука. 328 (5985): 1566–9. Біб-код: 2010Sci ... 328.1566N. doi: 10.1126 / science.1189123. PMC 3840500. PMID 20466882.